# (5212) Celiacruz
(5212) Celiacruz – planetoida z pasa głównego planetoid.

## Odkrycie i nazwa
Została odkryta 29 września 1989 roku przez Seijiego Uedę i Hiroshiego Kanedę w obserwatorium astronomicznym w Kushiro. Nazwa pochodzi od Celii Cruz (ur. 1925, zm. 2003) – piosenkarki latynoamerykańskiej, która zdobyła 23 złote płyty, 7 nagród Grammy i National Medal of Arts. Przed nadaniem nazwy planetoida nosiła oznaczenie tymczasowe 1989 SS.

## Orbita
(5212) Celiacruz obiega Słońce w średniej odległości 3,03 j.a. w czasie 5 lat i 102 dni.